# Lithops fulviceps
Lithops fulviceps (N.E.Br.) N.E.Br. è una pianta succulenta della famiglia delle Aizoaceae, endemica della Namibia.
Questa pianta cresce naturalmente in aree rocciose e deserti freddi. È minacciata dalla distruzione del suo habitat.